# Liacarus gammatus
Liacarus gammatus är en kvalsterart som beskrevs av Aoki 1967. Liacarus gammatus ingår i släktet Liacarus och familjen Liacaridae.

## Underarter
Arten delas in i följande underarter:
- L. g. gammatus
- L. g. coreanus